# Abirāmam
Abirāmam är en ort i Indien.   Den ligger i distriktet Rāmanāthapuram och delstaten Tamil Nadu, i den södra delen av landet, 2 100 km söder om huvudstaden New Delhi. Abirāmam ligger 46 meter över havet och antalet invånare är 6 837.
Terrängen runt Abirāmam är mycket platt. Runt Abirāmam är det ganska tätbefolkat, med 199 invånare per kvadratkilometer. Närmaste större samhälle är Mudukulattūr, 13,7 km sydost om Abirāmam. Trakten runt Abirāmam består till största delen av jordbruksmark.